# Alicia Bobadilla
Alicia Noemí Bobadilla Aguilera (Pilar, 5 de junio de 1994) es una futbolista paraguaya que juega como arquera en el Racing Club de la Primera División Femenina de Argentina.

## Inicios
La arquera paraguaya jugó en diversos deportes, en distintas canchas donde implique una pelota de por medio.
Sus comienzos fueron como portera de balonmano, a través de la invitación de una amiga probó atajar bajo los tres palos en una cancha de fútbol de campo o fútbol once. A partir de ese entonces fue el comienzo para su futuro como guardameta de fútbol.
Otro rol que desempeña dentro de una cancha de once, es la función de mediocampista, pero por el desafió que conlleva el arco, siguió en el puesto de guardameta.

## Trayectoria profesional

### Trayectoria en Paraguay
Antes de desembarcar en Argentina, Alicia Bobadilla pasó por cuatro equipos de la liga paraguaya.
Su primer club fue Club Sportivo Limpeño, equipo en el que debutó en 2014 y en el cual se consagró campeona en el 2015 del Torneo Clausura y Campeón Absoluto ese mismo año.
En el 2016 el Club Sportivo Limpeño volvió a repetir otro título nacional, obteniendo el Campeonato Paraguayo de Fútbol Femenino, transformándose en bicampeonas.
A raíz de ganar el título nacional en el 2015, Limpeño hizo su debut en la Copa Libertadores de América Femenina. En su primera participación en el certamen, Sportivo Limpeño se proclamó campeón de la octava edición de Copa Libertadores de América Femenina luego de vencer 2-1 a Estudiantes de Guárico.
El 19 de abril del 2017 se terminó la etapa con el Club Sportivo Limpeño, para arrancar en su nuevo club Deportivo Capiatá en donde estuvo solo un año, hasta mayo del 2018, pero le alcanzó a la arquera de la selección paraguaya para coronarse campeona del torneo corto Clausura 2017 y en donde fue galardonada como Mejor Arquera y teniendo la vaya menos vencida.
Luego la arquera retornaría al club donde debutó, pero con una diferencia, ya que el nuevo nombre sería Libertad Limpeño, equipo que resulta de la fusión entre el Club Libertad y el Sportivo Limpeño, en ese lapso jugó solo una temporada.
Después daría un salto y llegaría el turno de jugar en Cerro Porteño desde octubre del 2018 hasta marzo del 2019 para luego cumplir su tercer etapa en Libertad Limpeño durante dos años, hasta noviembre del 2020 en donde la arquera obtendría el título Campeón Absoluto 2018 y el Clausura 2019, de manera invicta, con tan solo tres goles en contra en todo el torneo en 14 partidos jugados.
Al mismo tiempo que Alicia Bobadilla se desempeñaba en futbol de campo, jugó en futbol sala durante el periodo 2017 y 2020 en el Club Sport Colonial en el barrio Tacambú.

### Trayectoria en Argentina
A los 26 años de edad, la arquera paraguaya, luego de una grave lesión que la alejó del terreno de juego, desembarcó en Argentina. Es la primera transferencia al exterior de Alicia Bobadilla donde continuaría su carrera en el Club Atlético San Lorenzo de Almagro. En una nota para la Asociación Paraguaya de Fútbol (APF) la arquera de la selección de Paraguay daba su opinión sobre su traspaso.

“La verdad son demasiadas emociones juntas. Volver de una lesión después de un año y con una transferencia es algo realmente único. Feliz porque sé que todo este tiempo que trabajé y me cuidé, tiene ahora su recompensa”.
Alicia Bobadilla

La arquera del Ciclón volvería a lograr otro título, pero esta vez en Argentina, consagrándose campeona del Torneo Femenino Apertura 2021.
Junto con el campeonato, Alicia Bobadilla fue electa como la mejor arquera de año debido a sus intervenciones en momentos cruciales del campeonato, como lo fue en la semifinal frente al Club Deportivo UAI Urquiza, luego de atajar dos remates peligrosos y otorgando a San Lorenzo el pase a la final que disputaría con el Club Atlético Boca Juniors. Luego de la final la arquera declaró para la televisión:

"Vine para salir campeona, vine a dejar lo poco o mucho que tenía en el club y cumplí con mi trabajo, fuí 100% profesional entregué mas de lo que tenia al club y me siento bastante orgullosa, bastante feliz por el campañon que pude cerrar en lo grupal"
Alicia Bobadilla

## Clubes
| Club                                 | País      | Año           |
| ------------------------------------ | --------- | ------------- |
| Club Sportivo Limpeño                | Paraguay  | 2014-2017     |
| Deportivo Capiatá                    | Paraguay  | 2017-2018     |
| Club Sportivo Limpeño                | Paraguay  | 2018-2018     |
| Club Cerro Porteño                   | Paraguay  | 2018-2019     |
| Club Sportivo Limpeño                | Paraguay  | 2018-2020     |
| Club Atlético San Lorenzo de Almagro | Argentina | 2021-2022     |
| Sociedade Esportiva Palmeiras        | Brasil    | 2023          |
| Racing Club                          | Argentina | 2024-presente |

## Palmarés

### Campeonatos nacionales
| Título                        | Club                  | País      | Año       |
| ----------------------------- | --------------------- | --------- | --------- |
| Torneo Copa Coca Cola         | Nacional              | Paraguay  | 2006-2007 |
| Campeón Nacional Interligas   | Pilar                 | Paraguay  | 2010      |
| Campeón Nacional Interligas   | Pilar                 | Paraguay  | 2013      |
| Torneo Clausura               | Club Sportivo Limpeño | Paraguay  | 2015      |
| Campeón Absoluto              | Club Sportivo Limpeño | Paraguay  | 2015      |
| Torneo Clausura               | Deportivo Capiatá     | Paraguay  | 2017      |
| Campeón Absoluto              | Club Sportivo Limpeño | Paraguay  | 2018      |
| Campeón Absoluto              | Club Libertad/Limpeño | Paraguay  | 2019      |
| Torneo Femenino Apertura 2021 | San Lorenzo           | Argentina | 2021      |

### Campeonatos internacionales
| Título                       | Club                  | País     | Año  |
| ---------------------------- | --------------------- | -------- | ---- |
| Copa Libertadores de América | Club Sportivo Limpeño | Paraguay | 2016 |

### Distinciones individuales
| Premio                       | País      | Año  |
| ---------------------------- | --------- | ---- |
| Mejor Arquera del Campeonato | Paraguay  | 2017 |
| Mejor Arquera del Campeonato | Argentina | 2021 |